# 琵琶湖放送
琵琶湖放送（日语：／ Biwako Hōsō */?）是日本的一家以滋賀縣為放送地域的電視台，為全國獨立放送協議會會員，呼號JOBL-DTV，開播于1972年4月1日。該公司的英文簡稱是BBC，取自英文公司名「Biwako Broadcasting Co., Ltd.」的首字母。該公司的大股東是滋賀縣政府，屬於第三部門企業。

## 外部連結
- アミンチュてれびBBC （页面存档备份，存于） - 官方網站 （日語）
- webアミンチュ （页面存档备份，存于） （日語）
- YouTube上的琵琶湖放送頻道
- 琵琶湖放送的X（前Twitter）